# Rákóczi utca (Győr)

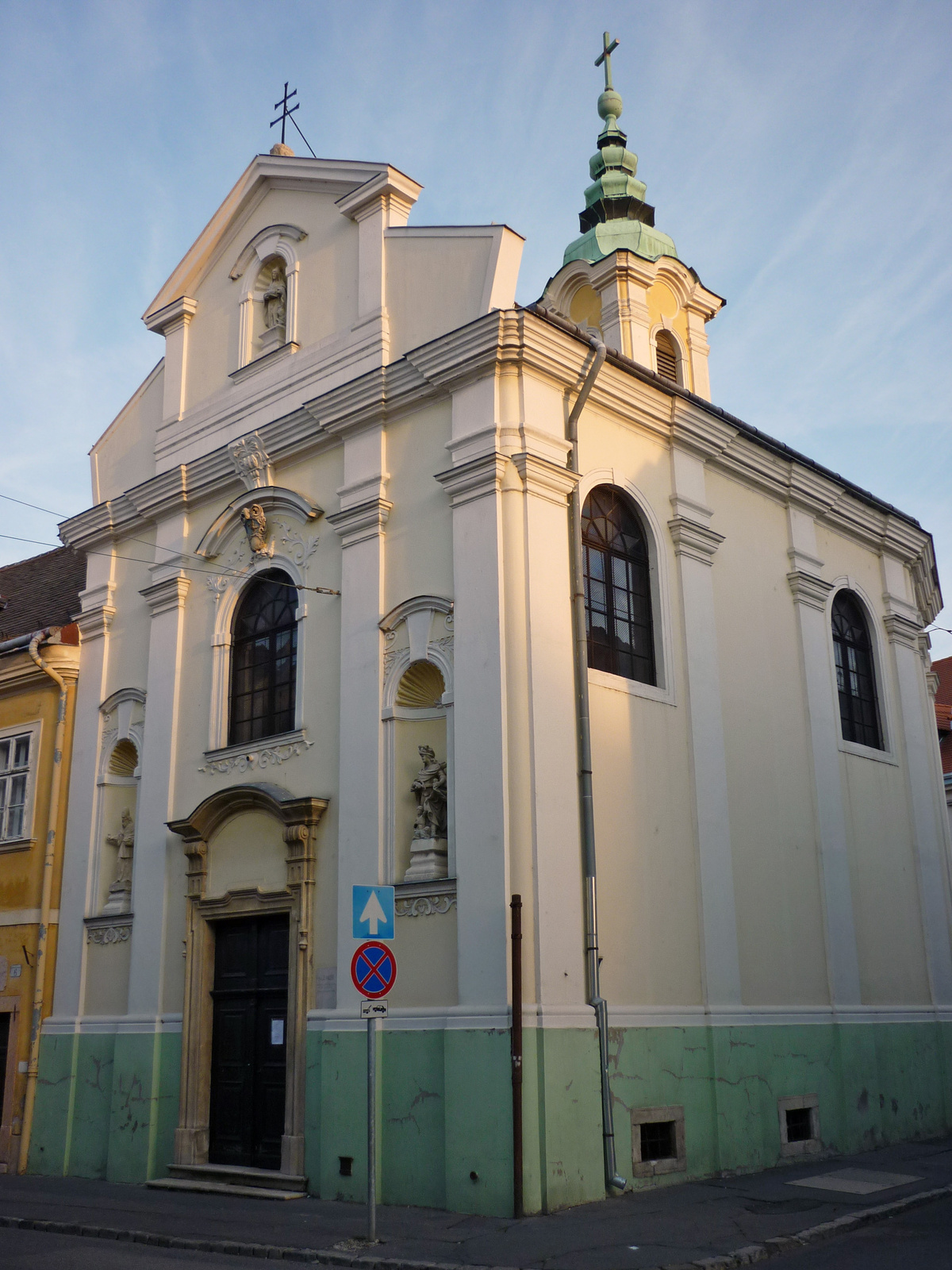
A Magyar ispita temploma a Rákóczi utcában

A Rákóczi utca Győr belvárosában húzódik, a belváros keleti szegélyétől a Széchenyi tér északkeleti sarkáig tart. Főként barokk és klasszicista házak szegélyezik.

## Látnivalók

### Richter JánosZeneművészeti Szakközépiskola (Rákóczi utca 57.)
Az iskola barokk egyemeletes épülete az utca keleti végén, a Széchenyi híd lábánál áll.

### Rákóczi utcai vadgesztenyefa
A feltehetőleg nagyjából 200 éves vadgesztenyefa védett természeti érték, Győr polgárvárosi részének legidősebb fája. Győr XIX. századi térképein már mint nagy és geodéziai tájékozódásra használt nagyméretű faként szerepel.

### Lakóház (Rákóczi utca 37.)
A nemes megjelenésű, egyemeletes lakóház szép klasszicista homlokzata ívesen kidomborodó ablakokkal, szegmensíves, kőkeretes kapuval. Lépcsőházát pálcatagos, lándzsa díszítésű 1831-ből származó vasrácsos ajtó zárja le. Az épület udvara függőfolyosós. A ház nyugati végén ízléses kőkeretes kapu látható. Az épület helyén állt a XIII. században épült ferences templom és rendház, itt tartották Hunyadi János vezetésével az 1455-ös rendi országgyűlést.

### Lakóház (Rákóczi utca 33.)
A 19. század második feléből származó eklektikus a Rákóczi utca-Belváros köz szögletébe épült hangulatos elrendezésben.

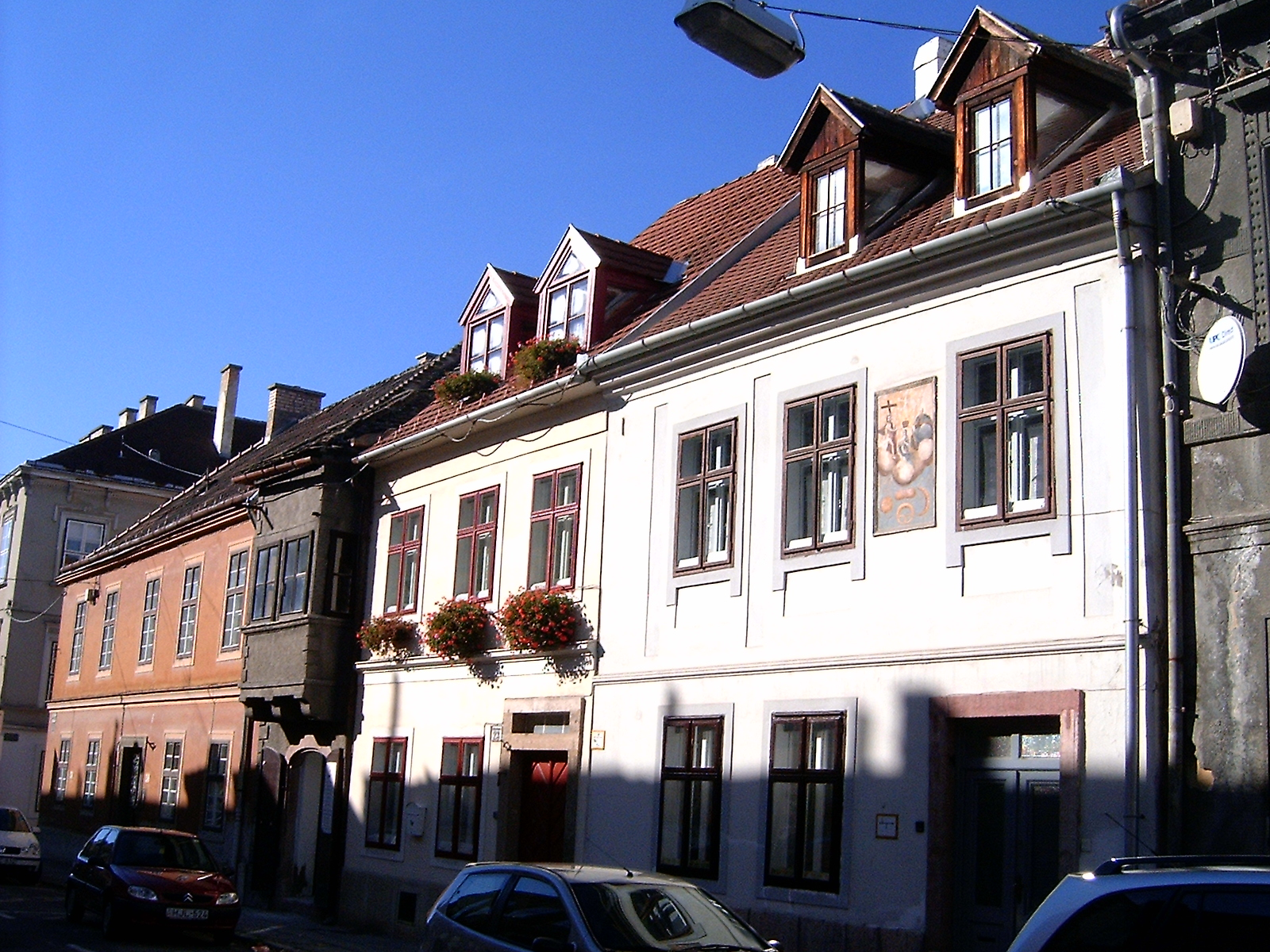
Rákóczi utcai részlet

### Lakóház (Rákóczi utca 25.)
A klasszicista lakóház érdekessége a kapualjából az emeletre vezető pálcatagos vasráccsal szegélyezett falépcső, és a rácsos ajtót díszítő empire váza, ami 1817-ben készült. Homlokzatán a pék-ábrázolás érdemel figyelmet.

### Lakóház (Rákóczi utca 21.)
A zárterkélyes barokk lakóház keskeny homlokzata a XVII. századi házhely méretét őrzi.
A ház érdekessége, hogy ez Győr legkeskenyebb telkén épült, egy szoba szélességű emeletes háza.

### Lakóház (Rákóczi utca 13.)
Az egyemeletes lakóház kosáríves kapuja felett szép zárterkély látható.

### Lakóház (Rákóczi utca 10.)
XVIII: századi épület, homlokzatán barokk zárterkéllyel. Copf kőkeretes kapuján léphetünk be a nagyméretű, széles dongaboltozatos kapualjba. Lépcsőházában klasszicista vasrácsos ajtó áll. A ház padlását gabonaraktárként használták a régi győri gabonakereskedelem idején.

### Lakóház  (Rákóczi utca 7.)
Az egyemeletes épület vörösmárvány kapukeretes copf kapuszárnyai figyelemre méltóak. A kapualjból vasrácsos korláttal ellátott lépcső visz fel az emeletre.

### Magyar Ispita (Rákóczi utca 6.)

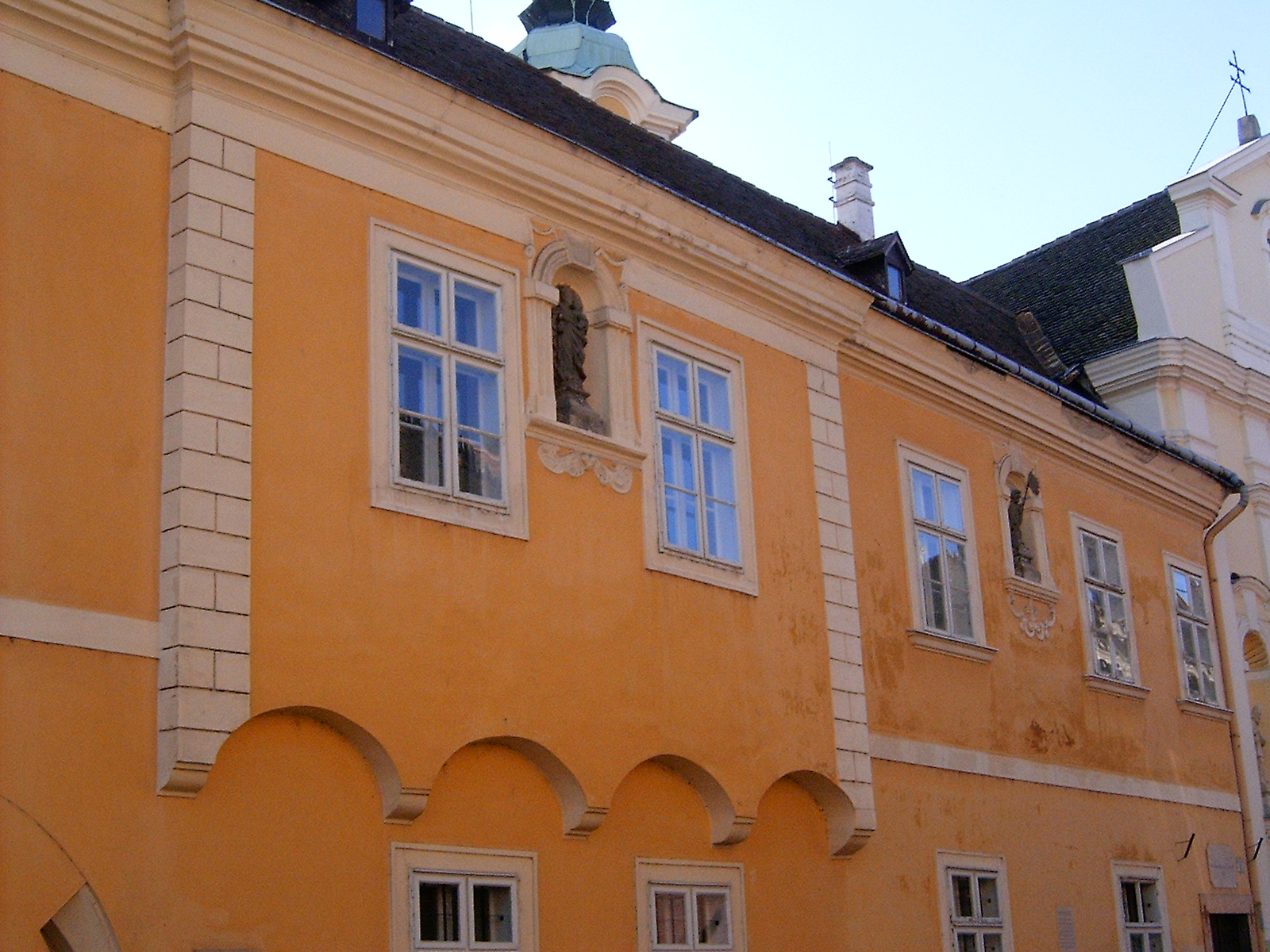
A Magyar Ispita

A legfontosabb győri várostörténeti emlékek közé tartozik az épület, mely a Váczy Péter Gyűjteménynek ad otthont. Az épület helyén a XVII. század elején még több ház állt, ezek egyikéből létesítette Széchényi György püspök az elaggott győri polgárok menhelyét. A mai épülettömb 1724-ben jött létre a szomszédos házak összekapcsolásával. Az épület középrizalitja emeleti magasságban a falsíkból kilépve gyámkövekre támaszkodó íveken nyugszik. Két ablak közti szoborfülkében Mária-szobor , az épület nyugati felén található fülkében pedig Szent Flórián szobra látható. A ház keleti felének földszintjén XVIII. századi befalazott kapubejárat kőkeretének részlete figyelhető meg, az épület bejárata ma a Nefelejcs köz felől van. Az ispita két pici, hangulatos belső udvarát toszkán oszlopos árkádsor veszi körül, ami a késő reneszánsz legszebb győri emléke.  A nagyobbik udvart Borsos Miklós díszkútszobra díszíti.

### Magyar Ispita temploma
A barokk templom egykor az ispitához tartozott. A szentély jobb oldalán álló tornyának sisakja gazdagon tagozott. A harmonikusan kialakított homlokzaton kőkeretes bejárat, felette  íves párkánnyal díszített ablak látható. A homlokzaton két szoborfülkében barokk szobrok láthatók . A templom barokk főoltárát átalakították. A bal oldali, díszes szobrokkal díszített mellékoltár Szent Erzsébetet alamizsnaosztás közben ábrázolja, 1740-ből származik, Schaller Ferenc győri festő munkája. A kórust tartó toszkán oszlopok figyelemre méltók. A templom alatt kripta húzódik

### Lakóház (Rákóczi utca 3.)

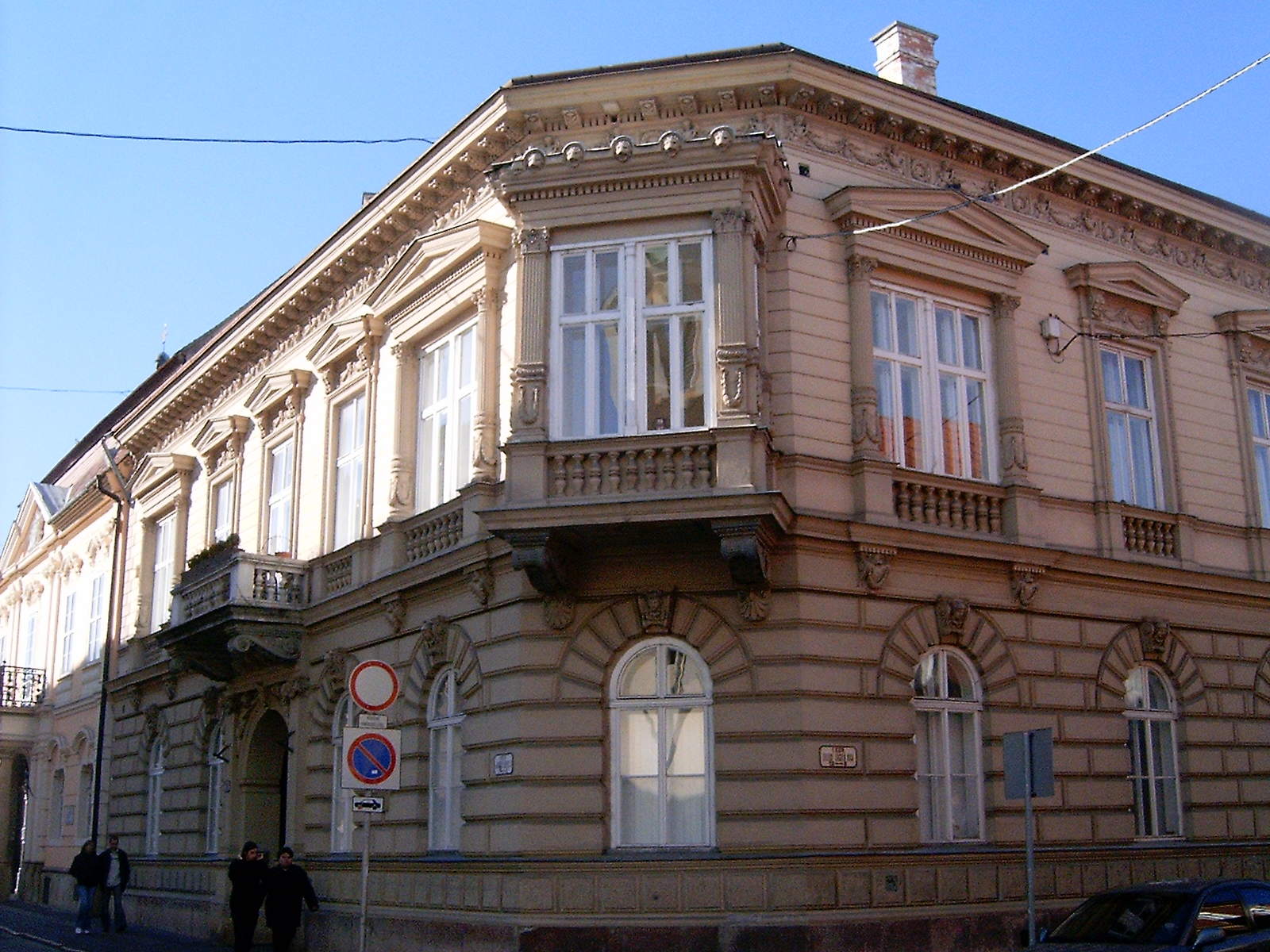
A Rákóczi utca 3. ház sarokerkélye

Az épület díszes sarokerkélye érdemel figyelmet.
Az épület után rövidesen kiérünk a Széchenyi térre. A Rákóczi utca 2. számú klasszicista lakóháza, illetve az 1. szám alatti barokk stílusú Régi Városháza homlokzatukkal a Széchenyi térre néznek már. (Lásd: Széchenyi tér (Győr) című cikket.)